# St. Theresia (Gelsenkirchen)

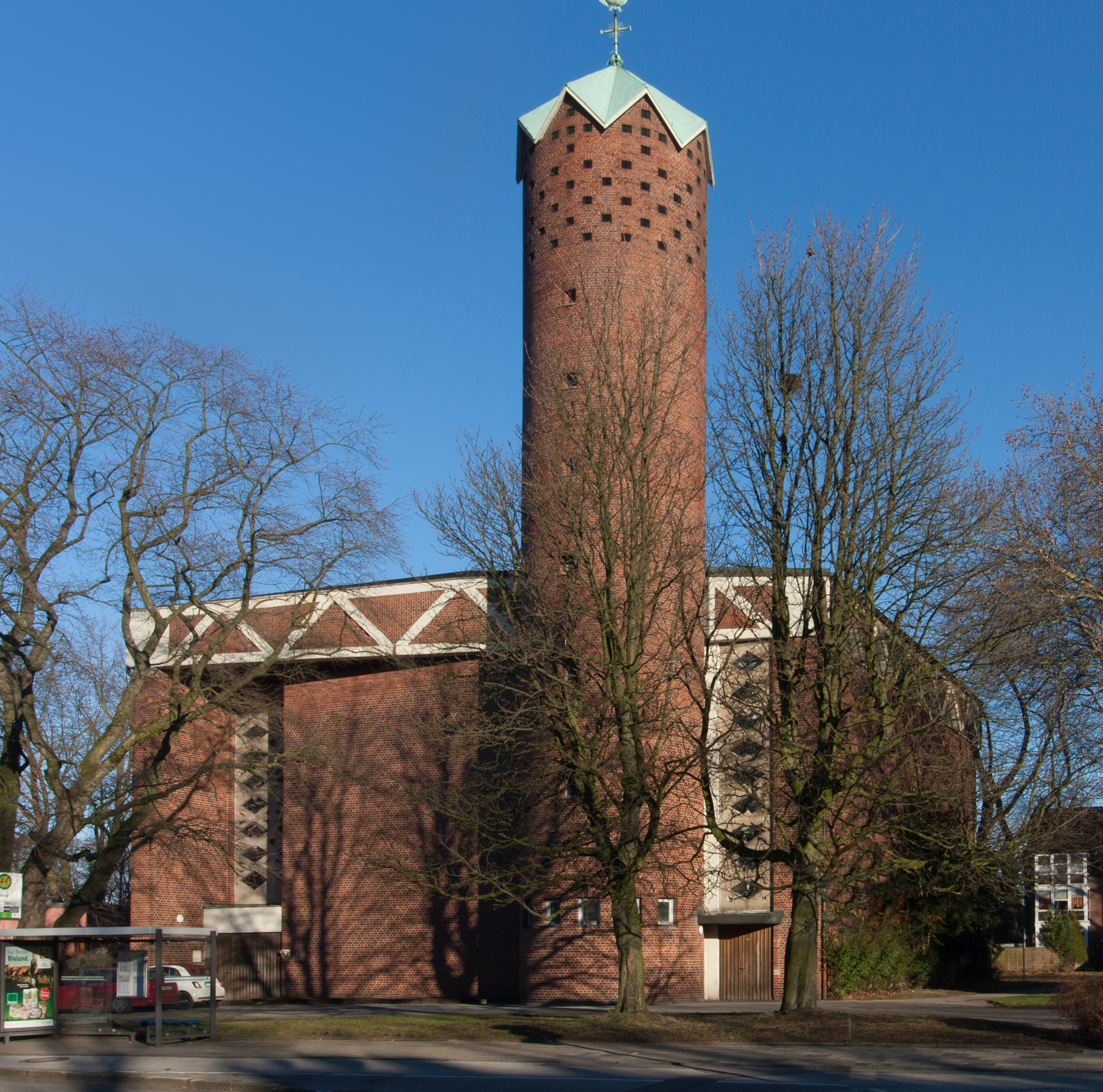
Gelsenkirchen-Hassel, St. Theresia

Die römisch-katholische Kirche St. Theresia ist ein denkmalgeschütztes Kirchengebäude in der Polsumer Straße in Gelsenkirchen-Hassel.

## Geschichte und Architektur
Mit einer neuen Siedlung entstand zwischen 1959 und 1960 im Norden von Gelsenkirchen im Stadtteil Hassel eine neue römisch-katholische Kirche. Der Bau wurde nach Entwürfen des Kölner Architekten Karl Band gestaltet. Auf trapezförmigem Grundriss verbindet die Konstruktion Beton- und Backsteinoberflächen. Der Kirche ist ein Campanile auf kreisrundem Grundriss zur Seite gestellt. Das Raumprogramm wird um eine Tauf- und eine Marienkapelle ergänzt. Auf dem Grundstück finden sich zudem ein Gemeindehaus, Mitarbeiterwohnungen und ein Kindergarten.
Zur Ausstattung gehörten das Altarkreuz des Künstlers Hermann Klunker sowie eine Marienstatue des Bildhauers Dieter von Levetzow. 1967 kam eine Walcker-Orgel hinzu.

## Schließung und Diskussion um künftige Nutzung
Der Kirchenbau, der seit 1999 unter Denkmalschutz steht, wurde 2007 geschlossen. In der Zwischenzeit gab es vorübergehende Nutzungen: 2015/16 als Flüchtlingsunterkunft, ebenso einige Zeit als Lager für kirchliches Inventar. 2018 wurde die Vermarktung des Geländes beschlossen. Im Frühjahr 2020 diskutierte man, die nicht denkmalgeschützten Nebenbauten niederzulegen und mit einem Supermarkt neu zu bebauen. In der bestehenden Kirche soll ein Kindergarten eingerichtet werden. 2023 begannen die Bauarbeiten.